# ウモ・ジャズ・オーケストラ
ウモ・ジャズ・オーケストラ（UMO Jazz Orchestra）は、フィンランドのビッグバンド。1975年にジャズ・ミュージシャンのヘイッキ・サルマントとエスコ・リンナヴァリによって結成された。
ウモ（UMO）とは「Uuden Musiikin Orkesteri」（新しい音楽のオーケストラ）の略称。ウモは、1984年以来、フィンランド国営放送、フィンランド教育文化省、ヘルシンキ市の資金援助を受けているプロのオーケストラである。
ウモは、ヨーロッパ、カナダ、アメリカをツアーし、デクスター・ゴードン、ディジー・ガレスピー、ギル・エヴァンス、マーサー・エリントン、マッコイ・タイナー、マリア・シュナイダー、マイケル・ブレッカー、ジョン・スコフィールド、レニー・ピケットらと共演してきた。

## ディスコグラフィ

### アルバム
- Our Latin Friends (1976年)
- A Good Time Was Had By All (1976年)
- 『サド・ジョーンズ＝ メル・ルイス & UMO』 - Thad Jones, Mel Lewis & UMO (1978年)
- Umophilos (1979年)
- Sea Suite Effoa (1983年)
- Ultima Thule (1983年)
- Bad Luck, Good Luck (1985年)
- UMO New Music Orchestra Plays the Music of Koivistoinen & Linkola (1985年)
- Passions of a Man – Kalevala Fantasy (1987年)
- Green & Yellow (1987年)
- UMO Plays the Music of Muhal Richard Abrams (1989年)
- The First Seven – UMO Plays BAT Jazz in Finland (1992年)
- Live in Helsinki 1995 (1995年)
- One More Time (2000年) ※with ケニー・ホイーラー、ノーマ・ウィンストン
- Transit People (2001年)
- Counting on the Count – UMO Jazz Orchestra plays Count Basie (2004年)
- Sauna palaa! (2005年)
- 『ミスター・ブルース』 - Mister Blues (2006年) ※with ペペ・アルクヴィスト
- The Sky Is Ruby (2007年) ※with ラウル・ビョーケンハイム
- Agatha (2007年) ※with ケルコ・コスキネン
- Taikapeitto (2008年) ※with サトゥ・ソパネン
- UMO on UMO (2009年)
- Primal Mind – UMO Plays the Music of Raoul Björkenheim, Live in Helsinki 1991 (2010年)
- 『ビューティー・アンド・ザ・ビースト』 - Beauty and the Beast – UMO plays the music of Pekka Pohjola, Live & Studio 1977–2004 (2010年) ※ペッカ・ポーヨラ作品集
- A Good Time Was Had By All 1976 – 1979 (2010年)
- Rytmihyrrä – Eläinlauluja lapsille/Rytmyra – Djursånger för barn (2011年) ※with エマ・サロコスキー
- Supermusic (2012年) ※with ニルス・ラングレン、ヴィクトリア・トルストイ
- 『ミステリューム・マグナム』 - Mysterium Magnum (2015年) ※with ジミ・テナー
- 『ライブ・イン・ヘルシンキ 1995』 - Live in Helsinki 1995 (2015年) ※with マイケル・ブレッカー